# Tour Eve
Tour Eve – wieżowiec w Puteaux, w paryskiej dzielnicy La Défense, o wysokości 109 m. Budynek został otwarty w 1975 roku, liczy 30 kondygnacji. Znajduje się w nim 321 apartamentów i 7000 m² powierzchni biurowej.